# Симпсон (Луизијана)
Симпсон (енгл. Simpson) град је у америчкој савезној држави Луизијана.

## Демографија
По попису из 2010. године број становника је 638, што је 55 (9,4%) становника више него 2000. године.
| Група             | 2000.       | 2010.       |
| Белци             | 543 (93,1%) | 597 (93,6%) |
| Афроамериканци    | 4 (0,7%)    | 1 (0,2%)    |
| Азијати           | 0 (0,0%)    | 2 (0,3%)    |
| Хиспаноамериканци | 9 (1,5%)    | 14 (2,2%)   |
| Укупно            | 583         | 638         |